# ソンソン弁当箱
ソンソン弁当箱（ソンソンべんとうばこ）は、日本の5人組ロックバンド。

## 来歴
- 2008年、仙台で当時高校生だった初期メンバーを中心に結成されたNOTCRYANTが前身。[1]
  - 当初カジカはベースをやっていたが、ドラムの脱退もありパートチェンジを経てカジカがボーカルに。[2]その後大学受験で休止後かねてからバンド名に納得のいってなかったバンド名の改名を決意し、2009年7月にオシリペンペンズの石井モタコに命名されソンソン弁当箱と改名。[2]
  - 同日に会場限定ミニアルバム『ゆとり教育が生んだもの』を発売。
- 2010年3月にギターの小川 翼が脱退。当時同居人であったむらせ鯨が新メンバーとして加入。その後全国でライブ活動を開始し、8月20日に青森AOMORI ROCK FESTIVAL '10 ～夏の魔物～、山形　MOGAMI ROCK FESTIVAL '10　に出演。
  - 9月に東京で初自主企画イベントとなるカルチャーショック都庁1を新宿MARZで開催。
  - 10月に1stアルバム『ロマンの日本』を発売。2011年1月、同作品がCDショップ大賞地方賞を受賞[3]
- 2011年03月、オリジナルメンバーでドラム担当のおしいいね。たけしが脱退。新ドラマーとしてコブヤリョウタが加入。[4]
  - 3月11日、地元仙台で東日本大震災に見舞われ、予定していたレコーディングは中止に。震災直後にはカジカが中心となり県内の大勢の被災者の安否確認代行を行い、その模様は日本国内でもニュースになり[5]アメリカの国営放送ABCでも特集された。[6]その後「ずっと尊敬していたミュージシャンの一人」[7]という中川敬の誘いでSOUL FLOWER UNIONの被災地ツアーに同行。
  - 6月、ギターのむらせ鯨が脱退。新ギターとしてヒラマケンタが加入。
  - 7月17日、AOMORI ROCK FESTIVAL '11～夏の魔物～に出演。
  - 8月28日、ARABAKI ROCK FEST ’11に出演。
  - 11月 2ndフルAlbum『チャンネルがそのまま』全国発売。
- 2012年1月、カジカの病気療養のため休止を発表。
  - 1月21日に「チャンネルがそのまま」レコ発を雨先案内人　おとぎ話　THEラブ人間とともに新宿MARZで行う。
  - 8月26日、完全復活ライブを新宿MARZで行う。
  - 9月22日、AOMORI ROCK FESTIVAL '12～夏の魔物～に出演。
  - 12月、空きっ腹に酒　ボトルズハウスと共にスプリットツアー「一県一都一府巡り」を仙台、東京、大阪で行う。
- 2014年10月26日、片山ブレイカーズ&ザ★ロケンローパーティ「KEDA-MONO/MONO-NOKE」ツアーに出演。
  - 11月9日、THEラブ人間リリースツアー「下北沢にて'14」に出演。
- 2015年3月、オリジナルメンバーの小川ツバサがバンドに復帰。
  - 6月、集英社文庫より発売された作家伊坂幸太郎のエッセイ『仙台ぐらし』に、ソンソン弁当箱についてのエッセイが掲載される。
  - 10月3日、MEGA★ROCKS 2015に出演
  - 10月23日、Droog "naked droog"tour 2015に出演
  - 12月11日、うみのてラストツアー「UMINOTE LAST TRAIN」をもってジェットリカが大学の学業優先のため脱退。[8]

- 2016年2月16日、地元仙台での自主企画イベント「WAVEWAVEWAVE Vol.1」を開催しヒカシュー が出演。
  - 6月25日、地元仙台での自主企画イベント「WAVEWAVEWAVE Vol.2」を開催し町田康率いる、汝、我が民に非ズ が出演。
  - 10月、3rdフルAlbum「BAKURO」全国発売。[9]
- 2017年5月、ベースのトモミ・エントウィッスルが脱退。新ベースとして笠松ヒロムが加入。
  - 12月3日、CHAI「1st Album『PINK』発売記念『やっぱり育ちたいトゥアー』」に出演。[10]
- 2018年5月18日、キノコホテル実演会「サロン・ド・キノコ～続・飼い慣らされない女たちツアー」に出演。[11]
  - 9月9日、つしまみれ企画「外タレまみれツアー2018」に出演。[12]
- 2019年9月、12月、赤いくらげとのスプリットツアー『Valetudo』を東高円寺UFO CLUB、仙台BIRDLANDで開催。
- 2020年6月、カジカが中心となり、コロナ禍で休業を余儀なくされた古巣、仙台FLYING SONへの支援を目的としたコンピレーションアルバムを配信。[13]
- 2024年11月、公式Xアカウントにて、サポートベースとして赤いくらげのまつなと初期メンバーを含む８人での活動再開をアナウンス。ライブ毎に、参加メンバーや人数を変えていく旨を発表。[14]
- 2024年12月、古巣、仙台FLYING SONでの勃発企画「勃発大感謝祭2024」にて5年振りのライブを行う。[15]

## メンバー
カジカ哲平（かじか てっぺい）
（宮城県仙台市出身、千葉県松戸市在住　1990年 - ）
ボーカル、作詞作曲を担当。
本名は読み方はそのままで梶賀哲平である。
作家活動の際は本名を使用。
劇団四季の作家・演出家の梶賀千鶴子は親戚関係で従甥に当たる。
ヒラマケンタ
（宮城県仙台市出身、1991年 - ）
ギターを担当。
コブヤリョウタ
（宮城県名取市出身、1990年 - ）
ドラムを担当。
小川ツバサ（おがわ つばさ ）
（宮城県仙台市出身、1991年 - ）
ギター担当。
2010年3月脱退。2015年3月復帰。
おいしいね。たけし
　（宮城県仙台市出身、1991年 - ）
ドラムを担当。結成時メンバー。
2011年3月脱退。2024年11月復帰。
むらせ 鯨（むらせ くじら）
　（宮城県仙台市出身、1991年 - ）
ギターを担当。
ライブではベースを担当することもある。
2011年6月脱退.2024年11月復帰。
ジェットリカ
　（宮城県仙台市出身、1991年 - ）
ベースを担当。
2015年12月11日脱退。2024年11月復帰。

## サポートメンバー
まつな（赤いくらげ）
（沖縄県出身）
ベースを担当。

## 元メンバー
トモミ・エントウィッスル
（宮城県仙台市出身、1993年 - ）
ベースを担当。
笠松ヒロム（かさまつ ひろむ）
（宮城県富谷市出身、1990年 - ）
ベースを担当。

## ディスコグラフィー

### アルバム
|                          | 発売日        | タイトル                     | 規格品番  | 収録曲 | 備考                                                              |
| ------------------------ | ------------- | ---------------------------- | --------- | --- | ----------------------------------------------------------------- |
| 1st                      | 2010年10月6日 | ロマンの日本                 | ZEDT-1    | 1. AHC 2. イクシム 3. 心中しよう 4. 朝のにおい 5. ロックンロール 6. Teenagers Destroy Teenagers 7. こたつ 8. NAI 9. これっきりで充分 10. 少年はブラジャーを外す 11. ここからが天国 | delta tunes/Zealot 第3回CDショップ大賞地方賞 東北ブロック賞受賞。 |
| 2nd                      | 2011年11月9日 | チャンネルがそのまま         | ZEDT-3    | 1. プラスチックバット 2. SODA 3. TRASH 4. 電気屋のおっさん 5. 変わらない 6. マンホール開けたら3LDK 7. メシ喰えない 8. キノウタベタキミ                                             | delta tunes                                                       |
| 3rd                      | 2016年10月5日 | BAKURO                       | SZDW-1023 | 1. パッション 2. 超自由国家独立宣言 3. ケーフェイ 4. TEEM 5. CACC 6. BATSUGUN 7. 2040 8. 毒 9. Trash 10. ビタミンカフェインハンバーガー                                            | Sazanami Label                                                    |
| コンピレーションアルバム | 2020年5月28日 | 仙台新人類SAVE FOR FLYINGSON | SSJR-1001 | 1. カースト(stay home ver)を収録 |                                                                   |

### ライブ会場限定音源
|     | 発売日        | タイトル               | 規格品番 | 収録曲                                                                                        | 備考            |
| --- | ------------- | ---------------------- | -------- | --------------------------------------------------------------------------------------------- | --------------- |
| 1st | 2009年7月30日 | ゆとり教育が生んだもの | DTLD-2   | 1. YOU 理想！ 2. 少年はブラジャーを外す 3. マンホール開けたら3LDK 4. こたつ 5. 女子高生ナイフ | 1000枚限定 完売 |
| 2nd | 2015年3月29日 | PremiumDemo Tracks     |          | 1. BATSUGUN 2. パッション                                                                     | 完売            |

## ミュージックビデオ
| 監督       | 曲名                   |
| 飯塚花笑   | 「プラスチックバット」 |
| カジカ哲平 | 「パッション」         |
| カジカ哲平 | 「BATSUGUN」           |